# Roger Firino
Roger Firino, né le 23 septembre 1854 à Paris et mort le 28 juillet 1926 à Fontenoy (Aisne), est un homme politique français.

## Biographie
Maire de Fontenoy de 1884 à 1926, conseiller général du canton de Vic-sur-Aisne de 1892 à 1926, il est député de l'Aisne de 1893 à 1898, inscrit au groupe de l'Action libérale. Il écrit beaucoup sur l'histoire locale et est l'un des fondateurs de la société historique de Soissons, qu'il préside en 1920. 

## Sources
- « Roger Firino », dans le Dictionnaire des parlementaires français (1889-1940), sous la direction de Jean Jolly, PUF, 1960 [détail de l’édition]